# Goodyear Television Playhouse
Goodyear Television Playhouse  è una serie televisiva statunitense trasmessa per la prima volta nel corso di 6 stagioni dal 1951 al 1957.
È una serie televisiva di tipo antologico in cui ogni episodio rappresenta una storia a sé. 
Nella primavera del 1955 il titolo fu ridotto a Goodyear Playhouse e cominciò ad alternarsi con The Alcoa Hour. Dal 1957 le due serie (Goodyear Playhouse e The Alcoa Hour) furono unite in un solo titolo, A Turn of Fate.

## Interpreti
La serie vede la partecipazione di numerosi attori cinematografici e televisivi, molti dei quali interpretarono diversi ruoli in più di un episodio.
- E.G. Marshall (6 episodi, 1953-1956)
- Constance Ford (5 episodi, 1951-1955)
- Geoffrey Lumb (5 episodi, 1951-1954)
- Betsy Palmer (5 episodi, 1954-1957)
- Neva Patterson (4 episodi, 1952-1957)
- Ernest Truex (4 episodi, 1952-1953)
- Leslie Nielsen (3 episodi, 1951-1953)
- Gaby Rodgers (3 episodi, 1952-1955)
- Marcel Hillaire (3 episodi, 1952)
- Elaine Stritch (3 episodi, 1953-1955)
- Roddy McDowall (3 episodi, 1954-1957)
- Leona Powers (2 episodi, 1951-1952)
- Laurence Hugo (2 episodi, 1951-1955)
- Julie Harris (2 episodi, 1951-1953)
- Addison Richards (2 episodi, 1951-1953)
- Wally Cox (2 episodi, 1951-1952)
- Stefan Gierasch (2 episodi, 1951-1952)
- Edith Meiser (2 episodi, 1951-1952)
- Edmon Ryan (2 episodi, 1951-1952)
- Frank Sutton (2 episodi, 1951-1952)
- Ben Grauer (2 episodi, 1951)
- John Baragrey (2 episodi, 1952-1957)
- Judith Evelyn (2 episodi, 1952-1956)
- Ralph Meeker (2 episodi, 1952-1956)
- Mark Daniels (2 episodi, 1952-1955)
- Pat Crowley (2 episodi, 1952-1954)
- Leora Dana (2 episodi, 1952-1954)
- Sylvia Field (2 episodi, 1952-1953)
- Rod Steiger (2 episodi, 1952-1953)
- Maxine Stuart (2 episodi, 1952-1953)
- Frank Albertson (2 episodi, 1952)
- Parker Fennelly (2 episodi, 1952)
- Paul Langton (2 episodi, 1952)
- Darren McGavin (2 episodi, 1952)
- Haila Stoddard (2 episodi, 1952)
- Jessie Royce Landis (2 episodi, 1953-1956)
- Joan Lorring (2 episodi, 1953-1955)
- Mildred Dunnock (2 episodi, 1953-1954)
- Betty Field (2 episodi, 1953-1954)
- Rita Vale (2 episodi, 1953-1954)
- James Dunn (2 episodi, 1953)
- Enid Markey (2 episodi, 1954-1957)
- William Redfield (2 episodi, 1954-1957)
- Rex Thompson (2 episodi, 1954-1957)
- Anthony Franciosa (2 episodi, 1954-1956)
- Kevin McCarthy (2 episodi, 1954)
- Paul Newman (2 episodi, 1954)
- Janice Rule (2 episodi, 1954)
- James Daly (2 episodi, 1955-1957)
- Kenny Delmar (2 episodi, 1955-1956)
- Jack Klugman (2 episodi, 1955-1956)
- Pat Hingle (2 episodi, 1955)
- Thelma Ritter (2 episodi, 1955)
- Gena Rowlands (2 episodi, 1955)
- Jason Robards (2 episodi, 1956-1957)
- Martha Scott (2 episodi, 1956-1957)

## Produzione
La serie fu prodotta da Showcase Productions

### Registi
Tra i registi della serie sono accreditati:
- Delbert Mann (35 episodi, 1951-1957)
- Arthur Penn (5 episodi, 1953-1955)
- Vincent J. Donehue (2 episodi, 1953)
- Daniel Petrie (2 episodi, 1955-1956)
- Jack Smight (2 episodi, 1955)
- Robert Mulligan (1 episodio, 1957)

## Distribuzione
La serie fu trasmessa negli Stati Uniti dal 1951 al 1957 sulla rete televisiva NBC.

## Episodi
| Stagione         | Episodi | Prima TV USA | Prima TV Italia |
| ---------------- | ------- | ------------ | --------------- |
| Prima stagione   | 24      | 1951-1952    |                 |
| Seconda stagione | 25      | 1952-1953    |                 |
| Terza stagione   | 26      | 1953-1954    |                 |
| Quarta stagione  | 23      | 1954-1955    |                 |
| Quinta stagione  | 27      | 1955-1956    |                 |
| Sesta stagione   | 19      | 1956-1957    |                 |